# 铁东路街道
铁东路街道，是中华人民共和国天津市河北区下辖的一个乡镇级行政单位。

## 行政区划
铁东路街道下辖以下地区：
华宜里社区、振宜里社区、胜景社区、曙光路社区、爱贤里社区、志成中里社区、繁华里社区、宜清园社区、慧景园社区、敬贤里社区、北宁湾社区和宁湾家园社区。